# Lépinas
Lépinas é uma comuna francesa na região administrativa da Nova Aquitânia, no departamento de Creuse. Estende-se por uma área de 14,80 km². Em 2010 a comuna tinha 136 habitantes (densidade: 9,2 hab./km²).